# 博比奇
50°45′54″N 24°35′37″E / 50.76500°N 24.59361°E
博比奇（烏克蘭語：Бобичі），是烏克蘭西北部的村莊，隸屬沃倫州的沃洛德米爾區。該村始建於1545年，面積0.68平方公里，海拔高度219米，2001年人口144，人口密度每平方公里212.7人。